# Sân bay quốc tế Abu Dhabi
Sân bay quốc tế Abu Dhabi (tiếng Ả Rập: مطار أبو ظبي الدولي) (IATA: AUH, ICAO: OMAA) là một sân bay ở Abu Dhabi, thủ đô của Các tiểu vương quốc Ả Rập thống nhất (UAE). Sân bay này là một trong những sân bay tăng trưởng nhanh nhất trên thế giới về lượng khách (+34% trong quý 1 năm 2008), về hãng hàng không mới và phát triển cơ sở hạ tầng. Sân bay này hiện đang trải qua một đợt mở rộng lớn, tổng số tiền dành cho các dự án là 6,8 tỷ USD.
Abu Dhabi là sân bay lớn thứ hai tại UAE, phục vụ 9.000.000 lượt khách trong năm 2008, tăng 30 phần trăm vào năm 2007. Không gian của nó ga chủ yếu là Etihad Airways là hãng hàng không của UAE's lớn thứ hai sau khi Emirates.
Sân bay Abu Dhabi là sân bay lớn thứ nhì ở Các tiểu vương quốc Ả Rập thống nhất, phục vụ 9 triệu lượt khách trong năm 2008, tăng 30% so với năm 2007. Các nhà ga chủ yếu là phục vụ cho hãng Etihad Airways, hãng hàng không lớn thứ hai quốc gia này sau Emirates. Nhà ga mới nhất, nhà ga số 3, mở cửa vào tháng 1 năm 2009, nâng công suất sân bay này lên khoảng 12 triệu hành khách/năm. Dự kiến số lượng hành khách sẽ đạt mức này trong năm 2011.

## Nâng cấp và mở rộng
Một nhà ga hành khách mới cũng đang được triển khai, nhà ga này nằm giữa hai đường băng và được gọi là Nhà ga giữa sân. Sau khi hoàn thành vào năm 2012, các nhà ga sẽ nâng công suất sân bay này lên 20 triệu lượt khách/năm.
Dự án quy hoạch mở rộng bao gồm xây một đường băng thứ hai dài 4.100 m song song 2 km từ đường băng hiện hữu (đã xong và đưa vào vận hành từ 2009); một tháp cao 110 mét mới giữa hai đường băng với trung tâm kiểm soát không lưu mới; nhà hành khách giữa sân bay (tòa nhà chính và trung tâm sân bay mới) với dự kiến hoàn thành giai đoạn đầu tiên vào năm 2012; tăng cường các cơ sở vận chuyển hàng hóa và các cơ sở bảo trì và phát triển thương mại khác trên đất liền kề ngay phía bắc của sân bay hiện hữu.
Nhà ga giữa sân khi khai trương sẽ có công suất lên đến 20 triệu khách/năm, với các kế hoạch tùy chọn sẽ có thể tăng gấp đôi trong công suất đến 40 triệu hành khách/năm. Một khu vực bổ sung cũng đang được xem xét rằng để công suất sân bay có thể đạt 50 triệu lượt khách/năm.
Nhà ga mới 3, mở cửa vào tháng 1 năm 2009  chủ yếu cho hãng Etihad Airways sử dụng, nhà ga hành khách này làm tăng công suất sân bay có thể phục vụ từ bảy lên 12 triệu lượt mỗi năm. Nhà ga mới 3 bổ sung cho sân bay này 10 cửa mới, hai trong số đó tương thích với máy bay Airbus A380.
Sân bay Abu Dhabi được đánh giá ba sao theo điều tra của Skytrax..

## Hãng hàng không và tuyến bay

### Vận chuyển hành khách

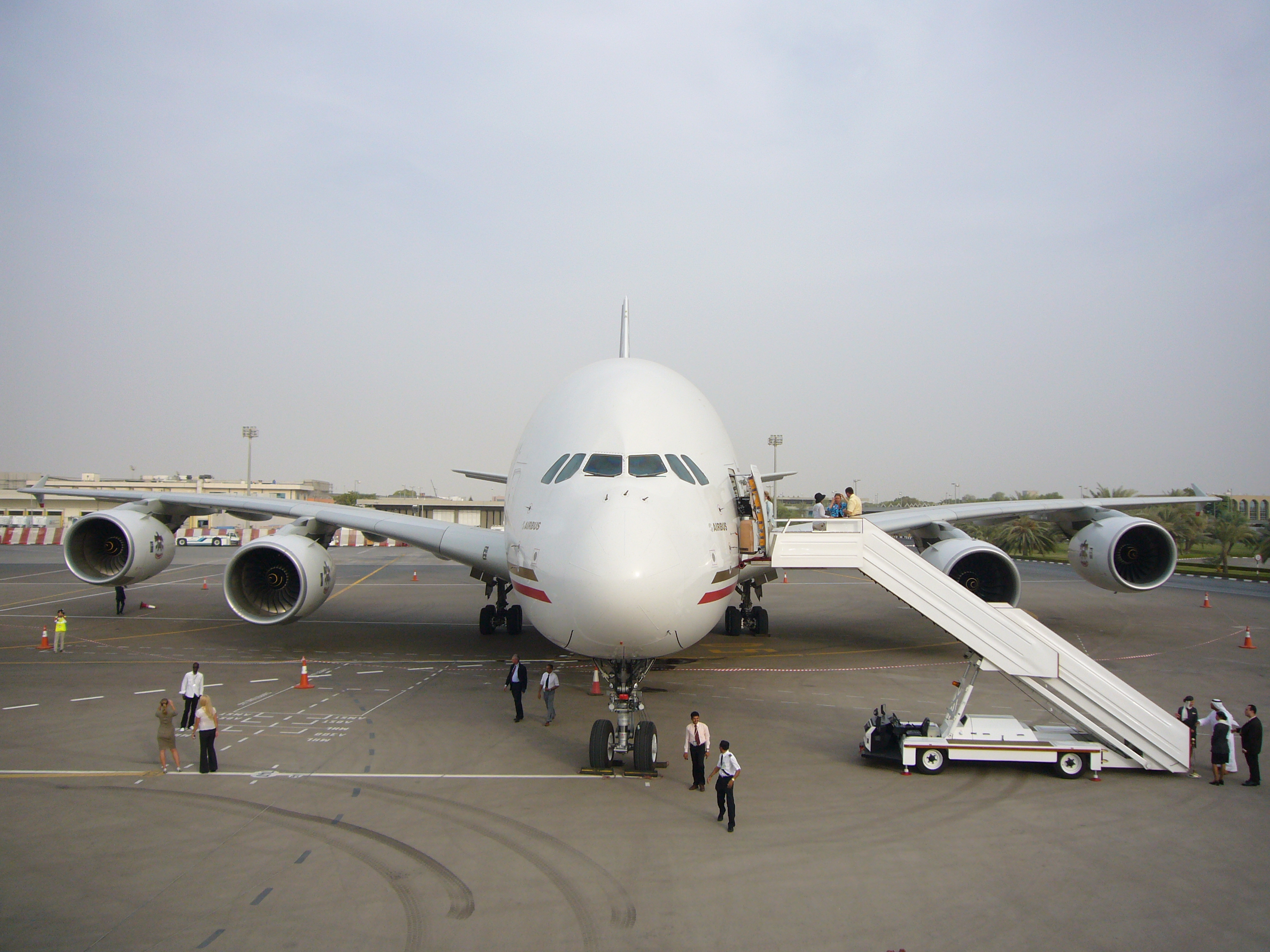
Một chiếc A380-800 của hãng Etihad tại sân bay Abu Dhabi.

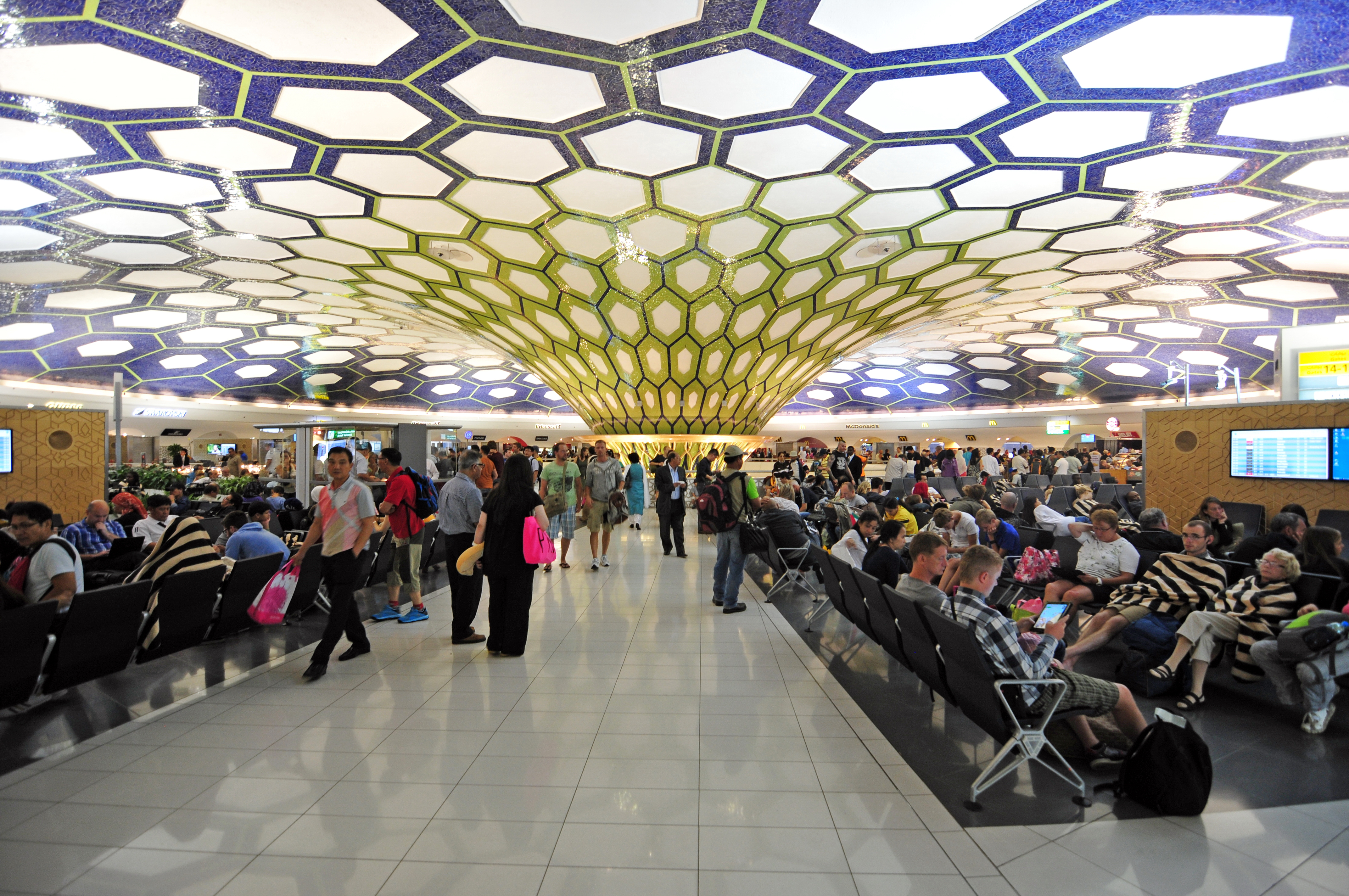
Terminal

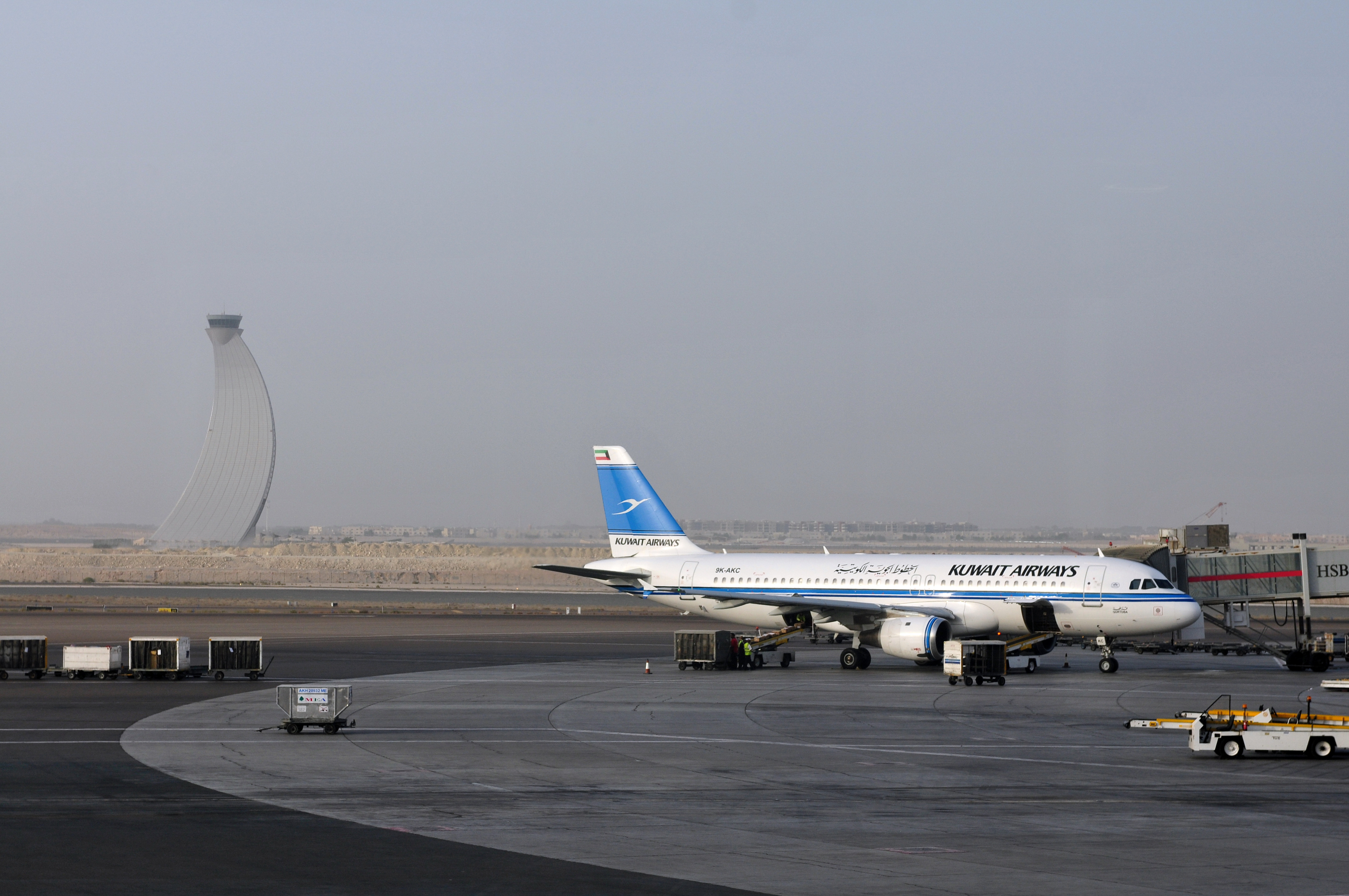
Bên ngoài sân bay nhìn từ đường băng

| Hãng hàng không                 | Các điểm đến | Terminal |
| ------------------------------- | --- | -------- |
| AirAsia X                       | Kuala Lumpur | 1        |
| Air Blue                        | Islamabad, Lahore | 2        |
| Air France                      | Paris-Charles de Gaulle [tiếp tục lại ngày 4/5] | 1        |
| Air-India Express               | Amritsar, Chennai, Delhi, Kochi, Kozhikode, Mangalore, Muscat, Thiruvananthapuram | 2        |
| Biman Bangladesh Airlines       | Chittagong, Dhaka | 2        |
| British Airways                 | London-Heathrow, Muscat | 1        |
| EgyptAir                        | Cairo | 1        |
| Etihad Airways                  | Addis Ababa [từ 1 tháng 11 năm 2012], Ahmedabad [từ 1 tháng 11 năm 2012], Almaty, Amman-Queen Alia, Astana, Athens, Baghdad, Bahrain, Bangalore, Bangkok-Suvarnabhumi, Basra, Beijing-Capital, Beirut, Brisbane, Brussels, Cairo, Casablanca, Chengdu, Chennai, Chicago-O'Hare, Chittagong, Colombo, Damascus, Dammam, Delhi, Dhaka, Doha, Dublin, Düsseldorf, Erbil, Frankfurt, Geneva, Thành phố Hồ Chí Minh [từ 1 tháng 10 năm 2013], Hyderabad, Islamabad, Istanbul-Atatürk, Jakarta-Soekarno-Hatta, Jeddah, Johannesburg, Karachi, Kathmandu, Khartoum, Kochi, Kozhikode, Kuala Lumpur, Kuwait, Lagos, Lahore, Larnaca, London-Heathrow, Mahé, Malé, Manchester, Manila, Melbourne, Milan-Malpensa, Minsk-National, Moscow-Domodedovo, Mumbai, Munich, Muscat, Nagoya-Centrair, Nairobi-Jomo Kenyatta, New York-JFK, Paris-Charles de Gaulle, Peshawar, Riyadh, Sao Paulo-Guarulhos [từ 1 tháng 6 năm 2013], Seoul-Incheon, Shanghai-Pudong, Singapore, Sydney, Tehran-Imam Khomeini, Thiruvananthapuram, Tokyo-Narita, Toronto-Pearson, Tripoli, Washington-Dulles [từ 31 tháng 3 năm 2013] |          |
| Ethiopian Airlines              | Addis Ababa | 1        |
| Gulf Air                        | Bahrain | 1        |
| Iran Aseman Airlines            | Lar | 2        |
| Jazeera Airways                 | Kuwait | 1        |
| Jat Airways                     | Belgrade [ends 28 March] | 1        |
| Jet Airways                     | Delhi, Mumbai | 1        |
| Kam Air                         | Kabul | 2        |
| KLM                             | Amsterdam, Muscat | 1        |
| Kuwait Airways                  | Kuwait, Muscat | 1        |
| Lufthansa                       | Frankfurt, Muscat | 1        |
| Middle East Airlines            | Beirut | 1        |
| Nas Air (Ả Rập Saudi)           | Jeddah, Riyadh | 2        |
| Oman Air                        | Muscat | 1        |
| Pakistan International Airlines | Islamabad, Karachi, Lahore,Faisalabad,Peshawar, Rahim Yar Khan, Sialkot | 2        |
| Qatar Airways                   | Doha | 1        |
| Royal Jordanian                 | Amman, Muscat | 1        |
| Sama Airlines                   | Damman, Jeddah | 1        |
| Saudi                           | Jeddah, Riyadh | 1        |
| Shaheen Air International       | Islamabad, Karachi, Lahore, Peshawar | 2        |
| Singapore Airlines              | Jeddah, Kuwait, Singapore | 1        |
| SriLankan Airlines              | Colombo–Bandaranaike | 2        |
| Sudan Airways                   | Khartoum | 2        |
| Syrian Air                      | Damascus | 1        |
| Turkish Airlines                | Istanbul-Atatürk | 1        |
| Turkmenistan Airlines           | Ashgabat | 2        |
| Wizz Air                        | Alexandria, Almaty, Athens, Baku (khai thác 4/9/2021), Belgrade, Bucharest, Budapest, Chișinău, Kutaisi, Kyiv–Boryspil, Larnaca, Luxor, Muscat, Nur-Sultan, Odessa, Salalah, Sofia, Sohag, Tel Aviv, Thessaloniki, Yerevan Theo mùa: Bari (khai thác 21/9/2021), Catania (khai thác 21/9/2021), Chania, Cluj-Napoca, Katowice, Mykonos, Rhodes, Santorini |          |

### Các hãng vận tải hàng hóa
| Hãng hàng không                               | Các điểm đến |
| --------------------------------------------- | --- |
| Cargoitalia                                   | Milan |
| Cargolux                                      | Luxembourg |
| China Airlines Cargo                          | Taipei-Taoyuan |
| Etihad Crystal Cargo                          | Baghdad, Chennai, Guangzhou, Frankfurt-Hahn, Khartoum, Kolkata, Milan-Malpensa, Shanghai-Pudong, Tianjin, Tripoli |
| Etihad Crystal Cargo operated by ACT Airlines | Sialkot |
| Lufthansa Cargo                               | Hahn |
| Maximus Air Cargo                             | |
| Turkmenistan Airlines                         | Ashgabat |